# Asplund
Asplund is een plaats in de gemeente Norrtälje in het landschap Uppland en de provincie Stockholms län in Zweden. De plaats heeft 187 inwoners (2005) en een oppervlakte van 16 hectare. De plaats ligt net ten zuiden van Rimbo. Asplund bestaat uit een aantal vrij korte straten waaraan vrijstaande huizen staan. De plaats wordt omringd door landbouwgrond, maar deze landbouwgrond gaat met name ten zuiden en ten westen van de plaats al snel over in bos.

## Verkeer en vervoer
Bij de plaats loopt de Länsväg 280.